# Charles T. Lanham
Generaal-majoor Charles T. Lanham (bijgenaamd Buck) (Washington D.C., 14 september 1902 – Chevy Chase (Maryland), 20 juli 1978) was een Amerikaans generaal die vocht in de Tweede Wereldoorlog en een vriend van Ernest Hemingway.

## Levensloop
Charles T. Lanham studeerde in 1924 af aan de United States Military Academy te West Point. Hij schreef korte verhalen en gedichten, in het bijzonder sonnetten.

### Tweede Wereldoorlog
Hij leidde het U.S. 22d Infantry Regiment in Normandië in juli 1944. Op 14 september 1944 was hij de eerste Amerikaanse officier die de Siegfriedlinie doorbrak. Hij doorstond de Slag om Hürtgenwald en kreeg het Distinguished Service Cross. Lanham leidde de uitbraak tijdens de Slag om de Ardennen.

### Na de oorlog
Lanham ging einde 1954 uit het leger om te werken voor Pennsylvania-Texas Corporation of Colt's Patent Firearms. In 1958 ging hij bij Xerox aan de slag als vicepresident voor overheidsrelaties. In 1970 ging hij met pensioen. 
In 1978 overleed Lanham aan de gevolgen van kanker. Hij ligt begraven op Arlington National Cemetery.

## Militaire loopbaan
- Second Lieutenant: 12 juni 1924[2]
- First Lieutenant: 6 maart 1929[2]
- Captain: 1 augustus 1935[2]
- Major: 31 januari 1941 (AUS)[2]
- Major: 4 februari 1941[2]
- Major (regular army): 12 juni 1941[2]
- Lieutenant-Colonel: 24 december 1941 (AUS)[3]
- Colonel: 6 januari 1943 (AUS)[3]
- Brigadier-General: 2 mei 1945 (AUS)[3]
- Lieutenant Colonel: 12 juli 1947[3]
- Major General: 6 april 1948 (AUS)[2]
- Colonel: 10 juni 1948[2]
- Brigadier-General in the Regular Army: 16 april 1953[2]

## Decoraties
- Distinguished Service Medal
- Distinguished Service Cross
- Silver Star Medal with Oak Leaf Cluster
- Legion of Merit
- Bronze Star Medal
- Purple Heart

## Vriendschap met Hemingway
Ernest Hemingway leerde Charles Lanham kennen in Normandië en vergezelde het regiment van Lanham om verslag uit te brengen voor Collier's. Hemingway zei over Lanham 

”The finest and bravest and most intelligent military commander I have known.”

”De beste en dapperste en meest intelligente militaire bevelhebber die ik gekend heb.'”

## Trivia
- Kolonel "Buck" Lanham stond model voor kolonel Cantwell in Hemingways Across the River and Into the Trees.